# Changnyeong WFC
El Changnyeong Women's Football Club (en coreano: 창녕 WFC) es un equipo de fútbol femenino de la ciudad de Bugok, Condado de Changnyeong, Corea del Sur. Fue fundado en 2018 y juega en la WK League, máxima categoría del fútbol femenino del país. Disputa sus encuentros de local en el Parque Deportivo de Changnyeong.

## Trayectoria
| Temporada | Temporada regular de la WK League | Temporada regular de la WK League | Temporada regular de la WK League | Temporada regular de la WK League | Temporada regular de la WK League | Temporada regular de la WK League | Temporada regular de la WK League | Temporada regular de la WK League | Playoffs     |
| Temporada | P                                 | V                                 | L                                 | E                                 | GF                                | GC                                | Pts                               | Pos                               | Playoffs     |
| --------- | --------------------------------- | --------------------------------- | --------------------------------- | --------------------------------- | --------------------------------- | --------------------------------- | --------------------------------- | --------------------------------- | ------------ |
| 2018      | 28                                | 3                                 | 3                                 | 22                                | 30                                | 80                                | 12                                | 8th                               | No clasificó |
| 2019      | 28                                | 1                                 | 6                                 | 21                                | 15                                | 71                                | 9                                 | 8th                               | No clasificó |
| 2020      | 21                                | 7                                 | 5                                 | 9                                 | 33                                | 41                                | 26                                | 5th                               | No clasificó |
| 2021      | 21                                | 0                                 | 0                                 | 0                                 | 0                                 | 0                                 | 0                                 |                                   |              |